# 日本統治時代の台湾行政区分
日本統治時代における台湾の行政区分は、総体的には十回の変更が行なわれた。1895年に初めて区分した時点では三県一庁に分けられていたが、1920年に変更された最終的な区分では五州二庁となった（ただし、1926年に澎湖庁が新設されたため、途中から五州三庁に変成された）。特筆すべき点は、その他の行政区分と比較した場合、1920年制定の区分は、最も長期間に亘って使用されていたという点である。そのため、第二次世界大戦後に中華民国国民政府が制定した台湾の行政区画は、1920年制定の区分から相当程度の影響を受けることとなった。

## 統治初期

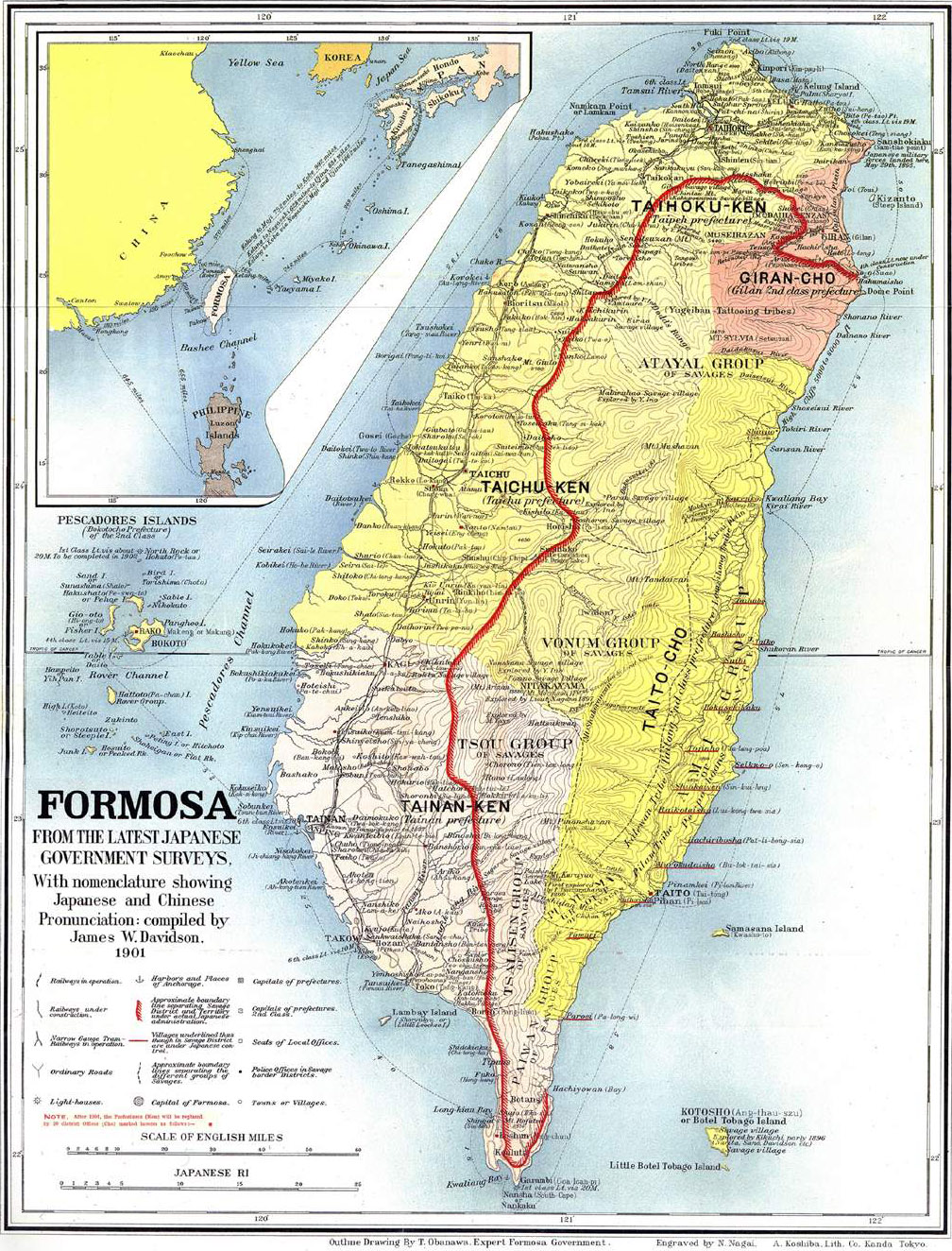
1901年の台湾行政区分地図

1895年から1898年までの期間、行政区分は頻繁に変更が行なわれた。1898年から1901年までの期間は、三県による行政区分構造が維持されていた。
| 1895年5月-1895年8月 (三県一庁) | 1895年8月-1896年3月 (一県二民政支部一庁) | 1896年4月-1897年6月 (三県一庁) |
| ------------------------------ | ---------------------------------------- | ------------------------------ |
| 台北県                         | 台北県                                   | 台北県                         |
| 台湾県                         | 台湾民政支部                             | 台中県                         |
| 台南県                         | 台南民政支部                             | 台南県                         |
| 澎湖島庁                       | 澎湖島庁                                 | 澎湖島庁                       |

| 1897年6月–1898年6月 (六県三庁) | 1898年6月-1901年4月 (三県三庁) | 1901年5月-1901年11月 (三県四庁) |
| ------------------------------ | ------------------------------ | ------------------------------- |
| 台北県                         | 台北県                         | 台北県                          |
| 新竹県                         | 台北県                         | 台北県                          |
| 台中県                         | 台中県                         | 台中県                          |
| 嘉義県                         | 台中県                         | 台中県                          |
| 台南県                         | 台南県                         | 台南県                          |
| 鳳山県                         | 台南県                         | 恆春庁                          |
| 宜蘭庁                         | 宜蘭庁                         | 宜蘭庁                          |
| 台東庁                         | 台東庁                         | 台東庁                          |
| 澎湖庁                         | 澎湖庁                         | 澎湖庁                          |

- 恆春庁：新設、台南県から分離

## 廃県置庁
| 1901年11月-1909年10月 (二十庁) | 1909年10月-1920年8月 (十二庁) |
| ------------------------------ | ----------------------------- |
| 台北庁                         | 台北庁                        |
| 基隆庁                         | 台北庁                        |
| 深坑庁                         | 台北庁                        |
| 宜蘭庁                         |                               |
| 宜蘭庁                         |                               |
| 桃仔園庁                       | 桃園庁                        |
| 新竹庁                         | 新竹庁                        |
| 苗栗庁                         | 新竹庁                        |
| 台中庁                         |                               |
| 台中庁                         |                               |
| 彰化庁                         |                               |
| 南投庁                         | 南投庁                        |
| 斗六庁                         | 南投庁                        |
| 嘉義庁                         |                               |
| 嘉義庁                         |                               |
| 鹽水港庁                       |                               |
| 台南庁                         |                               |
| 台南庁                         |                               |
| 鳳山庁                         |                               |
| 蕃薯寮庁                       | 阿猴庁                        |
| 阿猴庁                         | 阿猴庁                        |
| 恆春庁                         | 阿猴庁                        |
| 台東庁                         | 台東庁                        |
| 台東庁                         | 花蓮港庁                      |
| 澎湖庁                         | 澎湖庁                        |

## 廃庁置州

第二次世界大戦終結時台湾の行政区分

| 1920年9月-1926年7月 (五州二庁) | 1926年7月-1945年10月 (五州三庁) |
| ------------------------------ | ------------------------------- |
| 台北州                         | 台北州                          |
| 新竹州                         | 新竹州                          |
| 台中州                         | 台中州                          |
| 台南州                         | 台南州                          |
| 高雄州                         | 高雄州                          |
| 台東庁                         | 台東庁                          |
| 花蓮港庁                       | 花蓮港庁                        |
| (高雄州澎湖郡)                 | 澎湖庁                          |

- 澎湖庁：復活、高雄州から分離

### 州・庁
大正9年（1920年）、「台湾州制」（律令第3号）により、州が設置された。州（しゅう）・庁（ちょう）は、内地の「府県」に相当し、州の長は知事・庁の長は庁長（ちょうちょう）。

### 郡・市
郡（ぐん）の長は郡守である。1945年（昭和20年）終戦時点では51郡があった。
大正9年（1920年）、「台湾市制」（律令第5号）により、市が設置された。市（し）の長は市尹（しいん）（1940年に市長と改称）である。1945年（昭和20年）終戦時点では11市があった。
- zh:台灣市制を参照
  - 台北市 - 1920年10月
  - 台中市 - 1920年10月
  - 台南市 - 1920年10月
  - 基隆市 - 1924年12月
  - 高雄市 - 1924年12月
  - 新竹市 - 1930年1月
  - 嘉義市 - 1930年1月
  - 彰化市 - 1933年12月
  - 屏東市 - 1933年12月
  - 宜蘭市 - 1940年10月
  - 花蓮港市 - 1940年10月

### 街・庄
大正9年（1920年）、「台湾街庄制」（律令第6号）により、街庄が設置された。昭和12年（1937年）、「台湾庁制」（律令第16号）により、台東庁・花蓮港庁に街庄制が導入された。街（がい）・庄（しょう）は、内地の「町村」に相当し、長は街長・庄長。1945年（昭和20年）終戦時点では67街264庄があった。